# Rasiva
Rasiva är en bergstopp i Schweiz.   Den ligger i distriktet Locarno och kantonen Ticino, i den sydöstra delen av landet, 120 km sydost om huvudstaden Bern. Toppen på Rasiva är 2 684 meter över havet, eller 296 meter över den omgivande terrängen. Bredden vid basen är 1,5 km.
Terrängen runt Rasiva är huvudsakligen mycket bergig. Närmaste större samhälle är Biasca, 18,5 km öster om Rasiva. 
I omgivningarna runt Rasiva växer i huvudsak blandskog. Runt Rasiva är det ganska glesbefolkat, med 42 invånare per kvadratkilometer.